# Autriche au Concours Eurovision de la chanson 2015
L'Autriche est l'un des quarante pays participants du Concours Eurovision de la chanson 2015. Ayant remporté l'édition 2014, le pays est aussi le pays hôte du Concours, qu se déroule à Vienne. Le pays est représenté à domicile par le groupe The Makemakes et leur chanson I Am Yours, sélectionnés via la sélection Wer singt für Österreich?

## Sélection

### Format
La sélection autrichienne Wer singt für Österreich?, à laquelle seize artistes participent, se tient lors de quatre soirées. La première est une soirée d'élimination. Sur les seize artistes, six seulement pourront accéder à l'étape suivante. Passer le cap de cette soirée signifie en fait être finaliste, ce show est le seul éliminatoire avant la finale. Le deuxième est une soirée où les artistes doivent démontrer leur talent face au public. Un jury désigne alors son Top 3 à titre indicatif. Lors de la troisième soirée, chaque artiste présente deux chansons, mais seule une des deux sera choisie pour la finale. Cette dernière sélectionne le représentant et la chanson du pays pour l'Eurovision 2015. Le représentant est sélectionné avec un vote combinant pour moitié le vote des téléspectateurs et pour l'autre le vote d'un jury.

### Émissions

#### Première soirée
Les seize artistes interprètent soit des chansons inédites, soit des reprises. Six d'entre eux se qualifient pour les soirées suivantes.
| Ordre | Artiste               | Chanson                                  |
| ----- | --------------------- | ---------------------------------------- |
| 1     | The Makemakes         | Million Euro Smile                       |
| 2     | Clara Blume           | Love & Starve                            |
| 3     | Royal Kombo           | Ram Pam Pam                              |
| 4     | Dawa                  | On the Run                               |
| 5     | Zoë                   | Adieu                                    |
| 6     | Renato Unterberg      | Love                                     |
| 7     | The Su’sis            | This and That                            |
| 8     | Lemo                  | So leicht                                |
| 9     | Mizgebonez            | Murmeltier / Fitnesstraining             |
| 10    | Kathi Kallauch        | Das Leben ist zu kurz                    |
| 11    | Folkshilfe            | Seit a poa Tog                           |
| 12    | Kommando Elefant      | Mein Design fürs Leben                   |
| 13    | Tandem                | Zeig ihn mir                             |
| 14    | Celina Ann            | I Never Loved a Man (The Way I Love You) |
| 15    | wo/Men                | Happy                                    |
| 16    | Johann Sebastian Bass | Heart of Stone                           |

#### Deuxième soirée
Lors de cette soirée, les six artistes interprètent chacun deux chansons, soit des chansons inédites ou des reprises. Aucun artiste n'est éliminé mais le Top 3 du jury est donné à titre indicatif.
| Ordre | Artiste               | Chanson (artiste original)                               |
| ----- | --------------------- | -------------------------------------------------------- |
| 1     | The Makemakes         | I Shot the Sheriff (Bob Marley)                          |
| 12    | The Makemakes         | Blauschkopf                                              |
| 2     | Celina Ann            | Empire State of Mind (Part II) Broken Down (Alicia Keys) |
| 7     | Celina Ann            | Roxanne (The Police)                                     |
| 3     | Dawa                  | Bitter Sweet Symphony (The Verve)                        |
| 9     | Dawa                  | Saloon                                                   |
| 4     | Folkshilfe            | Schranz 5 (mashup)                                       |
| 8     | Folkshilfe            | Loss da helfn                                            |
| 5     | Zoë                   | Something (The Beatles)                                  |
| 11    | Zoë                   | On My Own (Samantha Barks)                               |
| 6     | Johann Sebastian Bass | Stronger (Kanye West)                                    |
| 10    | Johann Sebastian Bass | Marmalade Skies                                          |

#### Troisième soirée
Lors de la troisième soirée, chaque artiste interprète deux chansons qu'il propose pour concourir à l'Eurovision. Au terme de la soirée, seule une chanson par artiste est conservée.
| Ordre | Artiste               | Chanson              |
| ----- | --------------------- | -------------------- |
| 1     | The Makemakes         | Big Bang             |
| 10    | The Makemakes         | I Am Yours           |
| 2     | Celina Ann            | When I Fall          |
| 9     | Celina Ann            | Utopia               |
| 3     | Dawa                  | If You Return        |
| 7     | Dawa                  | Feel Alive           |
| 4     | Folkshilfe            | Ned au               |
| 12    | Folkshilfe            | Who You Are          |
| 5     | Johann Sebastian Bass | Monsters             |
| 8     | Johann Sebastian Bass | Absolutio            |
| 6     | Zoë                   | My Heart Still Beats |
| 11    | Zoë                   | Quel filou           |

#### Finale
Lors de la finale, deux chansons sont désignées via un vote combinant pour moitié le télévote autrichien et pour l'autre moitié le vote d'un jury international pour s'affronter une dernière fois lors d'une superfinale.
| Ordre | Artiste               | Chanson     | Jury  | Jury   | Télévote    | Télévote | Total | Place |
| Ordre | Artiste               | Chanson     | Votes | Points | Pourcentage | Points   | Total | Place |
| ----- | --------------------- | ----------- | ----- | ------ | ----------- | -------- | ----- | ----- |
| 1     | Folkshilfe            | Who You Are | 67    | 7      | 11.31%      | 7        | 14    | 4     |
| 2     | Zoë                   | Quel filou  | 103   | 10     | 11.32%      | 8        | 18    | 3     |
| 3     | Dawa                  | Feel Alive  | 79    | 8      | 14.35%      | 10       | 18    | 2     |
| 4     | Celina Ann            | Utopia      | 60    | 5      | 2.94%       | 5        | 10    | 6     |
| 5     | Johann Sebastian Bass | Absolutio   | 64    | 6      | 8.92%       | 6        | 12    | 5     |
| 6     | The Makemakes         | I Am Yours  | 107   | 12     | 51.15%      | 12       | 24    | 1     |

| Détail du vote des jurys | Détail du vote des jurys | Détail du vote des jurys | Détail du vote des jurys | Détail du vote des jurys | Détail du vote des jurys | Détail du vote des jurys | Détail du vote des jurys | Détail du vote des jurys | Détail du vote des jurys | Détail du vote des jurys | Détail du vote des jurys | Détail du vote des jurys | Détail du vote des jurys |
| #                        | Chanson                  | Drapeau de la Lettonie   | Drapeau de la France     | Drapeau de l'Australie   | Drapeau des Pays-Bas     | Drapeau de l'Espagne     | Drapeau d’Israël         | Drapeau du Royaume-Uni   | Drapeau de l'Allemagne   | Drapeau de la Slovénie   | Drapeau de l'Italie      | Total                    | Points                   |
| ------------------------ | ------------------------ | ------------------------ | ------------------------ | ------------------------ | ------------------------ | ------------------------ | ------------------------ | ------------------------ | ------------------------ | ------------------------ | ------------------------ | ------------------------ | ------------------------ |
| 1                        | Who You Are              | 6                        | 5                        | 6                        | 5                        | 6                        | 6                        | 12                       | 8                        | 6                        | 7                        | 67                       | 7                        |
| 2                        | Quel filou               | 12                       | 10                       | 7                        | 12                       | 10                       | 12                       | 8                        | 10                       | 12                       | 10                       | 103                      | 10                       |
| 3                        | Feel Alive               | 10                       | 8                        | 10                       | 8                        | 7                        | 8                        | 6                        | 7                        | 7                        | 8                        | 79                       | 8                        |
| 4                        | Utopia                   | 5                        | 7                        | 5                        | 6                        | 8                        | 7                        | 7                        | 5                        | 5                        | 5                        | 60                       | 5                        |
| 5                        | Absolutio                | 8                        | 6                        | 8                        | 7                        | 5                        | 5                        | 5                        | 6                        | 8                        | 6                        | 64                       | 6                        |
| 6                        | I Am Yours               | 7                        | 12                       | 12                       | 10                       | 12                       | 10                       | 10                       | 12                       | 10                       | 12                       | 107                      | 12                       |

Lors de la superfinale, les deux derniers artistes en compétition sont départagés par le télévote seul. Finalement, le groupe The Makemakes remporte la sélection avec sa chanson I Am Yours et est donc désigné représentant de l'Autriche à l'Eurovision 2015.
| Artiste       | Chanson    | Pourcentage | Place |
| ------------- | ---------- | ----------- | ----- |
| Dawa          | Feel Alive | 22 %        | 2     |
| The Makemakes | I Am Yours | 78 %        | 1     |

## À l'Eurovision
En tant que pays hôte, l'Autriche est qualifiée d'office pour la finale du Concours, le 23 mai 2015. Le pays termine à une 27e et dernière place partagée avec l'Allemagne, les deux pays n'ayant reçu aucun point. C'est la première fois depuis 1991 que l'Autriche termine avec nul point. C'est aussi la première fois de l'histoire du Concours que le pays hôte ne reçoit aucun point.